# 21738 Шванк
21738 Шванк (21738 Schwank) — астероїд головного поясу, відкритий 9 вересня 1999 року.
Тіссеранів параметр щодо Юпітера — 3,556.